# Віан (Оклахома)
Віан (англ. Vian) — місто (англ. town) в США, в окрузі Секвоя штату Оклахома. Населення — 1374 особи (2020).

## Географія
Віан розташований за координатами 35°30′16″ пн. ш. 94°58′11″ зх. д. / 35.50444° пн. ш. 94.96972° зх. д. (35.504412, -94.969825).  За даними Бюро перепису населення США в 2010 році місто мало площу 3,56 км², з яких 3,45 км² — суходіл та 0,11 км² — водойми.

## Демографія
Згідно з переписом 2010 року, у місті мешкало 1466 осіб у 552 домогосподарствах у складі 352 родин. Густота населення становила 412 особи/км².  Було 630 помешкань (177/км²).
Расовий склад населення:
| - 56,6 % — білих - 28,9 % — корінних американців - 5,0 % — чорних або афроамериканців - 0,4 % — азіатів - 0,3 % — вихідців з тихоокеанських островів |

До двох чи більше рас належало 8,3 %. Частка іспаномовних становила 3,0 % від усіх жителів.
За віковим діапазоном населення розподілялося таким чином: 29,4 % — особи молодші 18 років, 53,2 % — особи у віці 18—64 років, 17,4 % — особи у віці 65 років та старші. Медіана віку мешканця становила 35,4 року. На 100 осіб жіночої статі у місті припадало 89,9 чоловіків;  на 100 жінок у віці від 18 років та старших — 84,2 чоловіків також старших 18 років.
Середній дохід на одне домашнє господарство  становив 33 754 долари США (медіана — 24 938), а середній дохід на одну сім'ю — 40 958 доларів (медіана — 30 625). Медіана доходів становила 37 045 доларів для чоловіків та 25 536 доларів для жінок. За межею бідності перебувало 37,9 % осіб, у тому числі 50,2 % дітей у віці до 18 років та 25,2 % осіб у віці 65 років та старших.
Цивільне працевлаштоване населення становило 368 осіб. Основні галузі зайнятості: освіта, охорона здоров'я та соціальна допомога — 34,0 %, мистецтво, розваги та відпочинок — 13,6 %, будівництво — 10,1 %, виробництво — 6,8 %.